# Una città chiamata bastarda
Una città chiamata bastarda (A Town Called Bastard) è un film del 1971 diretto da Robert Parrish e Irving Lerner, interpretato da Martin Landau, Telly Savalas, Stella Stevens e Fernando Rey.

## Produzione
Il film, diretto da Robert Parrish e Irving Lerner su una sceneggiatura di Richard Aubrey e Benjamin Fisz con il soggetto dello stesso Aubrey, fu prodotto da Benjamin Fisz per la Benamar-Zurbano Productions, la Benmar Productions e la Zurbano Films e girato in varie località in Spagna, tra cui Almería e Daganzo.

## Distribuzione
Il film fu distribuito con il titolo A Town Called Bastard negli Stati Uniti dal 27 ottobre 1971 (première a New York) al cinema dalla Scotia International. È stato distribuito anche con il titolo A Town Called Hell.
Altre distribuzioni:
- nel Regno Unito il 27 giugno 1971
- in Svezia il 12 luglio 1971 (Bastard - den dödsdömda staden)
- in Danimarca il 23 agosto 1971 (De hængtes by)
- in Spagna il 27 settembre 1972 (première a Bilbao, Una ciudad llamada Bastarda)
- in Canada nel 1973
- in Turchia il 16 dicembre 1974 (Kansizlar)
- in Germania Ovest (Eine Stadt nimmt Rache)
- in Ungheria (A pokol városa)
- in Finlandia (Bastard - kuolemaantuomittu kaupunki)
- in Grecia (I polis ton kataramenon)
- in Francia (Les brutes dans la ville e in DVD Les aventuriers de l'ouest sauvage)
- in Brasile (Uma Cidade Chamada Bastardo e Uma Cidade Chamada Inferno)
- in Italia (Una città chiamata bastarda)

## Critica
Secondo il Morandini il regista è "influenzato dal sadismo degli spaghetti western" e avrebbe comunque "fatto di meglio". Secondo Leonard Maltin il film è "una schifezza".

## Promozione
Le tagline sono:
- "They called it HELL... They called it VIOLENT and EVIL!".
- "Vengeance's fire is raging.".